# Amalia Rud Stenlöf
Amalia Maria Rud Stenlöf, tidigare Rud Pedersen, född 19 april 1993 i Karl Johans församling i Göteborg, är en svensk politiker (socialdemokrat). Hon är ordinarie riksdagsledamot sedan 2022, invald för Göteborgs kommuns valkrets.
I riksdagen är Rud Stenlöf ledamot i konstitutionsutskottet sedan 2022. Hon är även suppleant i EU-nämnden.
Rud Stenlöf är dotter till Anneli Hulthén, tidigare riksdagsledamot och kommunalråd i Göteborg, och Morten Rud Pedersen, dansk facklig socialdemokrat som nu driver påverkansbyrån Rud Pedersen.
Hon har en pol.masterexamen i offentlig förvaltning från Göteborgs universitet. Tidigare har hon arbetat som politisk sakkunnig på Infrastrukturdepartementet 2021–2022.
Rud Stenlöf var valberedningens kandidat som ny SSU-ordförande 2021, men förlorade i votering med 112 röster mot 114 för Lisa Nåbo.